# Philipp Riese
Philipp Riese (Meuselwitz, 12 novembre 1989) è un allenatore di calcio ed ex calciatore tedesco, di ruolo centrocampista.